# Hospital Dronning Ingrids
O hospital Dronning Ingrids (aportuguesado: Hospital Rainha Ingrids) é um hospital em Nuuk (capital da Gronelândia). Foi fundado em 1953 e tem cerca de 130 camas. Quando foi fundado era apenas um sanatório para doenças pulmonares.